# Ryszard Borowiec
Ryszard Borowiec (ur. 3 listopada 1933 w Samborze, zm. 26 marca 2025 w Sanoku) – polski nauczyciel, dyrektor szkoły średniej, działacz polityczny w PRL, radny Rad Narodowych.

## Życiorys
Syn Andrzeja (1897-1965, funkcjonariusz w więzieniu w Sanoku) i Bronisławy (1905-1992).
W szkołach ekonomicznych w Sanoku ukończył trzyletnie Gimnazjum Handlowe w 1949 (szkoła istniała wówczas pod nazwą Prywatne Koedukacyjne Gimnazjum Kupieckie i Liceum Handlowe Związku Nauczycielstwa Polskiego) oraz Technikum Administracyjno-Gospodarcze II stopnia w 1951 (szkoła pod nazwą Państwowe Liceum Administracyjno-Gospodarcze II stopnia), zaś wraz z nim w klasach byli Wiesław Nahurski oraz Krzysztofa Pastuszak – późniejsza żona. Absolwent Wyższej Szkoły Ekonomicznej w Katowicach oraz zaocznych studiów podyplomowych w Studium Pedagogicznym w Szkole Głównej Planowania i Statystyki i w Instytucie Kształcenia Nauczycieli. Po studiach rozpoczął pracę w macierzystej szkole w Sanoku, Zespole Szkół Ekonomicznych. Od 1956 był nauczycielem przedmiotów zawodowych. W szkole pełnił funkcję zastępcy dyrektora od 1961 do 1974 oraz dyrektora od 1974 do 1991. Łącznie przepracował w szkole 37 lat, w tym 7 jako nauczyciel, 13 jako zastępca dyrektora i 17 jako dyrektor. Ponadto od 1958 do 1959 był nauczycielem przedmiotów ogólnokształcących w szkołach mechanicznych w Sanoku. W 1991 przeszedł na emeryturę.
W 1961 został powołany do Komisji Oświaty i Kultury Miejskiej Rady Narodowej w Sanoku, ponownie w 1965. Przystąpił do PZPR w 1956. Od 1974 był członkiem Plenum i Egzekutywy Komitetu Miejskiego PZPR w Sanoku, pełnił funkcję przewodniczącego Miejskiego Komitetu Frontu Jedności Narodu w Sanoku (wybrany 29 listopada 1972). Został radnym Miejskiej Rady Narodowej w Sanoku: 1973 (od 1973 do 1975 był przewodniczącym Komisji Oświaty i Wychowania, w 1974 został zastępcą przewodniczącego komisji ds. odznaczeń), 1978 (członek Komisji Oświaty i Wychowania. 13 listopada 1975 został wybrany na członka Komitetu Wojewódzkiego PZPR w Krośnie. W latach 70. i 80. pełnił mandat radnego Wojewódzkiej Rady Narodowej w Krośnie (wybrany w: 1976, 1988, został wówczas przewodniczącym Komisji Wychowania, Oświaty, Kultury i Turystyki). Został zastępcą przewodniczącego prezydium powołanej podczas stanu wojennego 16 września 1982 Tymczasowej Miejskiej Rady Patriotycznego Ruchu Odrodzenia Narodowego (PRON). 4 lipca 1983 został przewodniczącym komisji wychowania patriotycznego w powołanym wówczas Komitecie Wykonawczym Rady Miejskiej PRON w Sanoku, a 25 lutego 1987 wybrany wiceprzewodniczącym RM PRON w Sanoku. W listopadzie 1987 został przewodniczącym Miejskiej Komisji do Spraw Referendum. Na przełomie lat 70. i 80. był uważany za główną osobę kierującą polityką miasta Sanoka. W 1988 otrzymał nominację na wyższy stopień oficerski kapitana rezerwy Ludowego Wojska Polskiego.
Według informacji upublicznionych w 1992 przez Komitet Obywatelski w Sanoku Ryszard Borowiec miał po wprowadzeniu stanu wojennego w Polsce uczestniczyć w dniu 13 lutego 1982 w posiedzeniu zespołu ds. oceny kadry pedagogicznej szkól i placówek oświatowo-wychowawczych w Sanoku, powołanego celem weryfikacji nauczycieli w tym mieście.
Został członkiem Bieszczadzkiego Okręgowego Zrzeszenia Pszczelarzy w Sanoku.
Jego żoną była Krzysztofa Borowiec, z domu Pastuszak (1932-1997), która także została nauczycielką w sanockim Zespole Szkół Ekonomicznych.

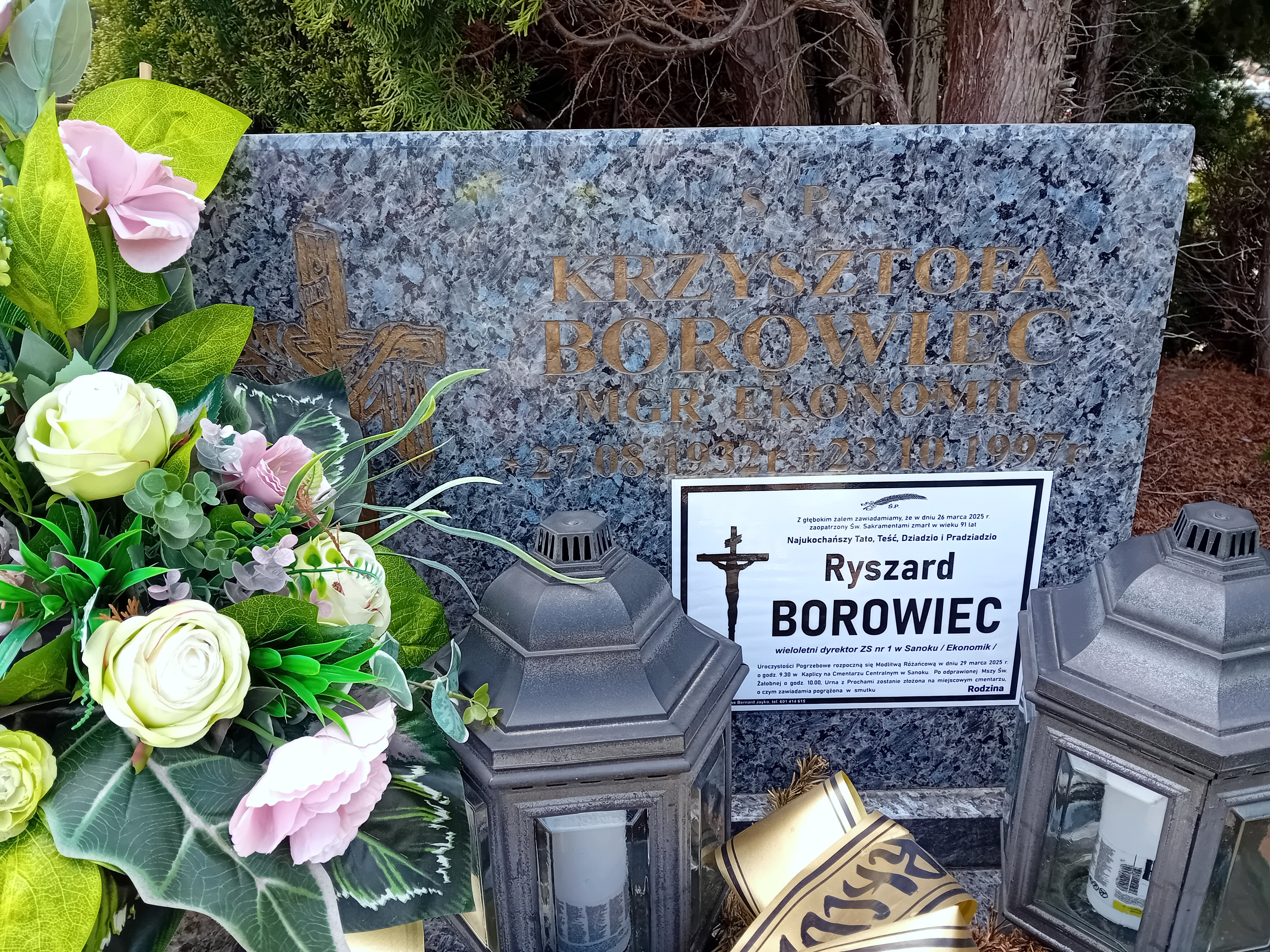
Grobowiec Krzysztofy i Ryszarda Borowców

Zmarł 26 marca 2025 i został pochowany na Cmentarzu Centralnym w Sanoku.

## Odznaczenia i nagrody
Odznaczenia
- Krzyż Oficerski Orderu Odrodzenia Polski (1988)[45][46]
- Krzyż Kawalerski Orderu Odrodzenia Polski (1979)[47][48]
- Złoty Krzyż Zasługi (1974)[49]
- Srebrny Krzyż Zasługi
- Medal 30-lecia Polski Ludowej (1975)[50]
- Srebrny medal „Za zasługi dla obronności kraju” (1988)[51]
- Medal Komisji Edukacji Narodowej
- Złota Odznaka ZNP
- Odznaka Specjalna ORMO (1975)[52]
- Srebrna Odznaka „Zasłużony Działacz Kultury Fizycznej” (1976)[53]
- Złota Odznaka „Za pracę społeczną dla miasta Krakowa” (1978)[54][55]
- Odznaka „Zasłużony Działacz Frontu Jedności Narodu”
- Odznaka „Zasłużony dla Sanoka” (1976)[56]
- Odznaka „Zasłużony dla Sanockiej Fabryki Autobusów” (1980)[57]
- Odznaka „Zasłużony dla województwa rzeszowskiego”
- Odznaka „Za zasługi dla województwa krośnieńskiego” (1987)[58]
- Wpis do „Księgi zasłużonych dla województwa krośnieńskiego” (1982)[59]

Nagrody
- Nagroda Kuratora Oświaty i Wychowania
- Nagroda Ministra Oświaty i Wychowania I stopnia – trzykrotnie (1972[60], 1977[61], 1982[62])
- Nagroda specjalna wojewody krośnieńskiego (1986)[63][64]
- Nagroda Dyrektora ZSE w Sanoku
- Trzecia nagroda w konkursie „Węgry – kraj naszych Przyjaciół” Rozgłośni Polskiego Radia Rzeszów i przedsiębiorstwa Nyírtourist z Nyíregyháza (1977)[65]